# Краснокутський Євген Олексійович
Євге́н Олексі́йович Красноку́тський — український військовий льотчик, майор Збройних сил України.

## Життєвий шлях
Євген Краснокутський з дитинства мріяв літати. Вивчився у рідному Харкові на пілота й отримав направлення у Коломию. Там служив до 2005 року, поки його частину не розформували. Євген перевівся в Броди Львівської області, а родина пілота так і лишилася жити в Коломиї. Бачився з ними лише на вихідних.
Льотчик-оператор вертолітної ланки 16-ї окремої бригади армійської авіації 8-го армійського корпусу Сухопутних військ ЗС України, в/ч А2595, м. Броди.
З дружиною виховує трьох дітей, — двох доньок і маленького сина.

## Бойовий шлях
З початком антитерористичної операції на сході України льотчики 16-ї ОБрАА перебазувалися на військовий аеродром у м. Чугуїв та виконували завдання з патрулювання території в районі Слов'янська і Краматорська в Донецькій області.
2 травня 2014 року поблизу села Карпівка Слов'янського району російські бойовики за допомогою переносних зенітних ракетних комплексів збили два вертольоти Мі-24 Збройних сил України, які здійснювали повітряне патрулювання в районі міста Слов'янська. Загинули п'ятеро офіцерів з двох екіпажів бродівської авіабригади, один отримав поранення. Спочатку, близько 3-ї години ранку, підбили вертоліт «09 жовтий», командир екіпажу Сергій Руденко дав можливість одному з членів екіпажу вискочити з вертольота і намагався врятувати ще одного. Командир вертолітної ланки майор Сергій Руденко і бортовий технік старший лейтенант Ігор Гришин загинули, поранений капітан Євген Краснокутський був захоплений терористами у полон. Другий вертоліт, «40 жовтий», полетів на допомогу, але теж був збитий. Загинули члени екіпажу вертольоту майор Руслан Плоходько, майор Олександр Сабада і капітан Микола Топчій.
«Ми мали супроводжувати колону БТРів, яка йшла на Слов'янськ, — згадує Євген Краснокутський. — І саме тоді нас збили із переносного зенітно-ракетного комплексу. Одна ракета пролетіла мимо, а друга влучила. Вертоліт почав падати. Все, як у тумані, машину закрутило, я вистрибнув з парашутом. Не знаю, чому не стрибнули мої побратими, може, не встигли».
Євген Краснокутський приземлився і пішов до збитого гелікоптеру, думав, може, хтось іще вижив, але тут почали вибухати снаряди, що були на борту. Потім чоловіка оточили троє людей у формі та в масках з автоматами. Били, прострелили йому обидві ноги.
«Вони хотіли мене забрати звідти, але прилетів наш вертоліт і почав кружляти, — пригадує Євген. — Вони втекли, мене лишили лежати серед поля. Бачив той вертоліт, може, то й по мене, але вони мене не бачили. Якби стояв чи сидів, а я просто лежав у траві. Рухатися не міг і нічого не міг зробити».
Вертоліт покружляв і полетів. Через деякий час Краснокутського знайшли інші сепаратисти. Каже, були в цивільному, більш агресивні. Забрали телефон, документи і повезли у Слов'янськ в штаб терористів. Євген був одним із перших військовополонених на той час. У штабі вже майже непритомного пілота оглянули медики. Він втратив багато крові, тому відправили в лікарню, де чоловіку зробили операцію. Євген розповідає, що майже на операційному столі випросив у медсестри телефон, аби подзвонити рідним.
З лікарні чоловіка викрали його батьки, які виїхали за ним із Харкова. Його посадили на заднє сидіння автівки, накололи знеболювальним й обхідними польовими дорогами вивезли на контрольовану українську територію і далі — у Харків. 5 травня в Міноборони повідомили про звільнення з полону російських бойовиків українського військового льотчика. Євгену Краснокутському було присвоєне чергове військове звання «майор». Офіцера було доправлено до шпиталю, далі на нього чекало довге лікування та ще кілька операцій. У Харкові Краснокутський провів майже три місяці, потім був львівський госпіталь та довгий процес реабілітації.
Наприкінці літа 2016 року Євген знову піднявся у небо.

## Нагороди
20 червня 2014 року — за особисту мужність і героїзм, виявлені у захисті державного суверенітету та територіальної цілісності України, вірність військовій присязі та незламність духу, відзначений — нагороджений орденом Богдана Хмельницького III ступеня.